# Producenti (seriál)
Producenti (v korejském originále 프로듀사, Pchurodjusa) je jihokorejský televizní seriál z roku 2015, v němž hrají Čcha Tchä-hjon, Kong Hjo-džin, Kim Su-hjon a IU. Vysílal se na stanici KBS2 od 15. do 20. června 2015 v pátek a sobotu ve 21:15 časovém úseku po 12 epizod.

## Příběh
V centru Yeouido je budova KBS. Ve svém šestém patře jsou rozděleny kanceláře, kde zaměstnanci pracují v různorodém oddělení sítě, udržují hektické plány natáčení, editace a celonoční setkání.

## Obsazení
- Čcha Tchä-hjon jako Ra Čun-mo
- Kong Hjo-džin jako Tak Je-čin
- Kim Su-hjon jako Päk Sung-čchan
- IU jako Cindy